# Coruja-gavião

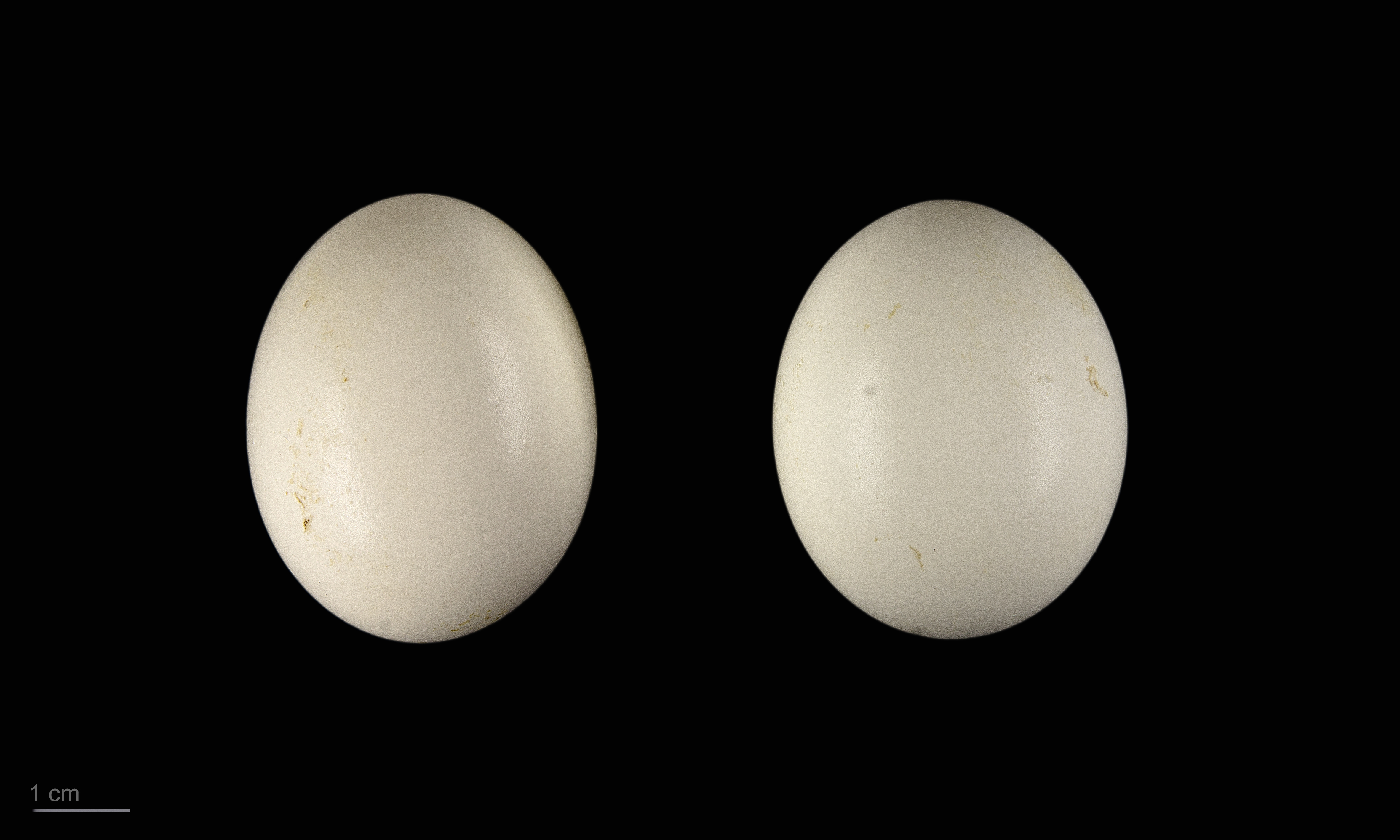
Surnia ulula ulula - MHNT

A coruja-gavião ou mocho-rabilongo (Surnia ulula) é uma espécie de ave estrigiforme pertencente à família Strigidae. Tem entre 35 e 43 cm de comprimento e uma envergadura de 69-83 cm. Tem como habitat florestas boreais (florestas de coníferas mistas e bétulas), na proximidade de terrenos pantanosos, prados ou clareiras. Alimenta-se de ratos e aves. Faz ninho em buracos de árvores ou ocupa ninhos abandonados de rapinas diurnas.